# Donald Sangster
Donald Burns Sangster (Jamaica, 26 de outubro de 1911 — Montreal, 11 de abril de 1967) foi um político jamaicano e a segunda pessoa a ocupar o cargo primeiro-ministro de seu país entre fevereiro de 1964 e fevereiro de 1967.